# Carretera de Toralla a Vilanova
La Carretera de Toralla a Vilanova és una pista rural del terme municipal de Conca de Dalt (a l'antic terme de Toralla i Serradell, al Pallars Jussà. Enllaça el poble de Toralla amb la Masia de Vilanova.
Arrenca de la Pista de la Serra de Sant Salvador a ponent de les Costes del Serrat, al nord del Serrat de Vilanova, des d'on davalla cap al sud-sud-est, resseguint pel costat de ponent el Serrat del Conill i després, per llevant, el Serrat de Vilanova, fins que acaba el seu recorregut al sud de la Masia de Vilanova, en la Carretera de Salàs de Pallars a Vilanova. En alguns trams està asfaltada o consolidada.